# Dyscophus insularis
Dyscophus insularis Grandidier, 1872 è una rana della famiglia Microhylidae, endemica del Madagascar.

## Descrizione
È un anuro di medie dimensioni, lungo 40–50 mm, con femmine di dimensioni maggiori dei maschi. La livrea è di colore grigio-brunastro sul dorso, con ventre biancastro.

## Biologia
È una specie terrestre, che vive prevalentemente nella lettiera della foresta decidua secca, riproducendosi in pozze d'acqua temporanee.
Il suo richiamo è rappresentato da una sequenza veloce di note a bassa frequenza, ripetute ad intervalli regolari.

## Distribuzione e habitat

Areale di Dyscophus insularis.

Questa specie è endemica del Madagascar occidentale, da Ambanja a nord sino a Tsimanampetsotsa a sud.
I suoi habitat vanno dalla foresta decidua secca alla savana, dal livello del mare sino a 400 m di altitudine.